# 九莲宝灯
九蓮宝燈（另稱九子連環）是一種麻将牌型，於門前清狀態下以么九刻子各一對、其餘二至八各一湊成清一色，再加任何一隻重複的雀眼即可食糊。香港麻雀中為10番例牌、国标麻将中為88番、日本麻将中為役满。

## 概要
上圖為九蓮寶燈的「正統型」，摸齊後只要能再出一至九萬就能立即食糊，共可聽9種23張牌，為常規形式（四面子一雀眼）下听牌种类最多（十三幺聽牌比其多但不是常規牌型）。
若先摸得雀眼再聽其他牌的非正統「聽九張」牌型稱為「九蓮花燈」（如上圖圖例可聽八萬）。於日本麻雀中與正統型無異，但國標麻將僅承認正統型九蓮寶燈；然而國標麻將沒有振聽的規則，因此玩家可在湊齊純正九蓮寶燈之後，將多出來的牌給打出去。另有非門清者稱為「嗌九蓮」（喊九蓮）。
另外，雖然暗槓一與九可以維持門清，但是會破壞純正九蓮寶燈的「九面聽」形式，因此幾乎所有的規則中都會規定九蓮寶燈無論正統與否皆不可暗槓。
因为形式华丽，很多麻将选手都想要糊出此牌型，但其难度即使在役满中也是很高的，常常因为么九牌被別家打出两枚而不得不放弃。

## 機制

### 九蓮寶燈
在常規牌型中，正統九莲宝灯是唯一一種可以聽九張的牌型。其機制如下圖所示：

#### 高目一通型
聽

#### 常規型
聽

#### 逆高目一通型
聽
如是者一至九萬均可叫糊。

#### 複雜分法
只把牌分成两部分，下面按照顺序，U字形排列，同一行的两个分别是左右反转形。
- 1-2

听。
- 2-3

听。
- 3-4

听 。
- 4-5

听 。
- 5-6

听 。
- 6-7

听 。
- 7-8

听。
- 8-9

听
分割成两部分的有以上8种做法。分成三部分的有更多的做法，上面这个表中，4个例子就足够了，所以其他的从略。
从数学的角度来看，不只是从1到9，0和10也能和九莲宝灯组成“四面子一雀头”的和牌形式。

### 九蓮花燈
非正統型「九蓮花燈」的听牌形式在牌理上来说有73种（考虑到萬筒索3色，73的3倍一共219种，但这只是色的不同，数字的排列是一样的）。以下提供一览表。
- 最左栏的「A-B」是「A多了一张，而没有B」的意思。
- 「形」一栏对应的是「没有B，A多了一张」的意思。
- 默认按照「A-B」的顺序排列、点击「形」一栏的排列按钮，可以按照「B-A」的顺序排列。
- 点击「形」一栏的排列按钮，会按「听B的九莲宝灯」的顺序排列。
- 点击最左栏的分类按钮，会回到默认状态，即「没有A的听牌状态一览」。

|     | 牌姿                                                                                     | 形         | 听张                             | 听        |
| --- | ---------------------------------------------------------------------------------------- | ---------- | -------------------------------- | --------- |
| 1-2 | 一萬 · 一萬 · 一萬 · 一萬 · 三萬 · 四萬 · 五萬 · 六萬 · 七萬 · 八萬 · 九萬 · 九萬 · 九萬 | 2缺失1有余 | 二萬                             | 嵌张      |
| 1-3 | 一萬 · 一萬 · 一萬 · 一萬 · 二萬 · 四萬 · 五萬 · 六萬 · 七萬 · 八萬 · 九萬 · 九萬 · 九萬 | 3缺失1有余 | 三萬                             | 边张      |
| 1-4 | 一萬 · 一萬 · 一萬 · 一萬 · 二萬 · 三萬 · 五萬 · 六萬 · 七萬 · 八萬 · 九萬 · 九萬 · 九萬 | 4缺失1有余 | 四萬 · 七萬 · 五萬 · 八萬        | 4面张     |
| 1-5 | 一萬 · 一萬 · 一萬 · 一萬 · 二萬 · 三萬 · 四萬 · 六萬 · 七萬 · 八萬 · 九萬 · 九萬 · 九萬 | 5缺失1有余 | 四萬 · 五萬                      | 变则2面张 |
| 1-6 | 一萬 · 一萬 · 一萬 · 一萬 · 二萬 · 三萬 · 四萬 · 五萬 · 七萬 · 八萬 · 九萬 · 九萬 · 九萬 | 6缺失1有余 | 三萬 · 六萬                      | 单纯两面  |
| 1-7 | 一萬 · 一萬 · 一萬 · 一萬 · 二萬 · 三萬 · 四萬 · 五萬 · 六萬 · 八萬 · 九萬 · 九萬 · 九萬 | 7缺失1有余 | 七萬 · 八萬                      | 变则2面张 |
| 1-8 | 一萬 · 一萬 · 一萬 · 一萬 · 二萬 · 三萬 · 四萬 · 五萬 · 六萬 · 七萬 · 九萬 · 九萬 · 九萬 | 8缺失1有余 | 四萬 · 七萬 · 八萬               | 变则3面张 |
| 1-9 | 一萬 · 一萬 · 一萬 · 一萬 · 二萬 · 三萬 · 四萬 · 五萬 · 六萬 · 七萬 · 八萬 · 九萬 · 九萬 | 9缺失1有余 | 三萬 · 六萬 · 九萬               | 单纯3面张 |
| 2-1 | 一萬 · 一萬 · 二萬 · 二萬 · 三萬 · 四萬 · 五萬 · 六萬 · 七萬 · 八萬 · 九萬 · 九萬 · 九萬 | 1缺失2有余 | 一萬 · 二萬 · 三萬               | 变则3面张 |
| 2-3 | 一萬 · 一萬 · 一萬 · 二萬 · 二萬 · 四萬 · 五萬 · 六萬 · 七萬 · 八萬 · 九萬 · 九萬 · 九萬 | 3缺失2有余 | 三萬 · 六萬 · 九萬 · 二萬        | 4面张     |
| 2-4 | 一萬 · 一萬 · 一萬 · 二萬 · 二萬 · 三萬 · 五萬 · 六萬 · 七萬 · 八萬 · 九萬 · 九萬 · 九萬 | 4缺失2有余 | 四萬                             | 嵌张      |
| 2-5 | 一萬 · 一萬 · 一萬 · 二萬 · 二萬 · 三萬 · 四萬 · 六萬 · 七萬 · 八萬 · 九萬 · 九萬 · 九萬 | 5缺失2有余 | 二萬 · 五萬 · 三萬               | 变则3面张 |
| 2-6 | 一萬 · 一萬 · 一萬 · 二萬 · 二萬 · 三萬 · 四萬 · 五萬 · 七萬 · 八萬 · 九萬 · 九萬 · 九萬 | 6缺失2有余 | 六萬 · 九萬 · 二萬               | 变则3面张 |
| 2-7 | 一萬 · 一萬 · 一萬 · 二萬 · 二萬 · 三萬 · 四萬 · 五萬 · 六萬 · 八萬 · 九萬 · 九萬 · 九萬 | 7缺失2有余 | 七萬                             | 嵌张      |
| 2-8 | 一萬 · 一萬 · 一萬 · 二萬 · 二萬 · 三萬 · 四萬 · 五萬 · 六萬 · 七萬 · 九萬 · 九萬 · 九萬 | 8缺失2有余 | 二萬 · 五萬 · 八萬 · 三萬        | 4面张     |
| 2-9 | 一萬 · 一萬 · 一萬 · 二萬 · 二萬 · 三萬 · 四萬 · 五萬 · 六萬 · 七萬 · 八萬 · 九萬 · 九萬 | 9缺失2有余 | 二萬 · 九萬                      | 双碰      |
| 3-1 | 一萬 · 一萬 · 二萬 · 三萬 · 三萬 · 四萬 · 五萬 · 六萬 · 七萬 · 八萬 · 九萬 · 九萬 · 九萬 | 1缺失3有余 | 一萬 · 四萬 · 二萬               | 变则3面张 |
| 3-2 | 一萬 · 一萬 · 一萬 · 三萬 · 三萬 · 四萬 · 五萬 · 六萬 · 七萬 · 八萬 · 九萬 · 九萬 · 九萬 | 2缺失3有余 | 三萬 · 六萬 · 九萬 · 二萬        | 4面张     |
| 3-4 | 一萬 · 一萬 · 一萬 · 二萬 · 三萬 · 三萬 · 五萬 · 六萬 · 七萬 · 八萬 · 九萬 · 九萬 · 九萬 | 4缺失3有余 | 四萬                             | 嵌张      |
| 3-5 | 一萬 · 一萬 · 一萬 · 二萬 · 三萬 · 三萬 · 四萬 · 六萬 · 七萬 · 八萬 · 九萬 · 九萬 · 九萬 | 5缺失3有余 | 二萬 · 五萬 · 三萬               | 变则3面张 |
| 3-6 | 一萬 · 一萬 · 一萬 · 二萬 · 三萬 · 三萬 · 四萬 · 五萬 · 七萬 · 八萬 · 九萬 · 九萬 · 九萬 | 6缺失3有余 | 一萬 · 四萬 · 六萬 · 九萬        | 4面张     |
| 3-7 | 一萬 · 一萬 · 一萬 · 二萬 · 三萬 · 三萬 · 四萬 · 五萬 · 六萬 · 八萬 · 九萬 · 九萬 · 九萬 | 7缺失3有余 | 七萬                             | 嵌张      |
| 3-8 | 一萬 · 一萬 · 一萬 · 二萬 · 三萬 · 三萬 · 四萬 · 五萬 · 六萬 · 七萬 · 九萬 · 九萬 · 九萬 | 8缺失3有余 | 二萬 · 五萬 · 八萬 · 三萬        | 4面张     |
| 3-9 | 一萬 · 一萬 · 一萬 · 二萬 · 三萬 · 三萬 · 四萬 · 五萬 · 六萬 · 七萬 · 八萬 · 九萬 · 九萬 | 9缺失3有余 | 一萬 · 四萬 · 九萬               | 变则3面张 |
| 4-1 | 一萬 · 一萬 · 二萬 · 三萬 · 四萬 · 四萬 · 五萬 · 六萬 · 七萬 · 八萬 · 九萬 · 九萬 · 九萬 | 1缺失4有余 | 三萬 · 六萬 · 九萬 · 一萬        | 4面张     |
| 4-2 | 一萬 · 一萬 · 一萬 · 三萬 · 四萬 · 四萬 · 五萬 · 六萬 · 七萬 · 八萬 · 九萬 · 九萬 · 九萬 | 2缺失4有余 | 二萬 · 五萬 · 四萬               | 变则3面张 |
| 4-3 | 一萬 · 一萬 · 一萬 · 二萬 · 四萬 · 四萬 · 五萬 · 六萬 · 七萬 · 八萬 · 九萬 · 九萬 · 九萬 | 3缺失4有余 | 三萬                             | 嵌张      |
| 4-5 | 一萬 · 一萬 · 一萬 · 二萬 · 三萬 · 四萬 · 四萬 · 六萬 · 七萬 · 八萬 · 九萬 · 九萬 · 九萬 | 5缺失4有余 | 一萬 · 四萬 · 五萬               | 变则3面张 |
| 4-6 | 一萬 · 一萬 · 一萬 · 二萬 · 三萬 · 四萬 · 四萬 · 五萬 · 七萬 · 八萬 · 九萬 · 九萬 · 九萬 | 6缺失4有余 | 三萬 · 六萬                      | 单纯两面  |
| 4-7 | 一萬 · 一萬 · 一萬 · 二萬 · 三萬 · 四萬 · 四萬 · 五萬 · 六萬 · 八萬 · 九萬 · 九萬 · 九萬 | 7缺失4有余 | 七萬 · 八萬                      | 变则2面张 |
| 4-8 | 一萬 · 一萬 · 一萬 · 二萬 · 三萬 · 四萬 · 四萬 · 五萬 · 六萬 · 七萬 · 九萬 · 九萬 · 九萬 | 8缺失4有余 | 一萬 · 四萬 · 七萬 · 八萬        | 4面张     |
| 4-9 | 一萬 · 一萬 · 一萬 · 二萬 · 三萬 · 四萬 · 四萬 · 五萬 · 六萬 · 七萬 · 八萬 · 九萬 · 九萬 | 9缺失4有余 | 三萬 · 六萬 · 九萬               | 单纯3面张 |
| 5-1 | 一萬 · 一萬 · 二萬 · 三萬 · 四萬 · 五萬 · 五萬 · 六萬 · 七萬 · 八萬 · 九萬 · 九萬 · 九萬 | 1缺失5有余 | 一萬 · 五萬                      | 双碰      |
| 5-2 | 一萬 · 一萬 · 一萬 · 三萬 · 四萬 · 五萬 · 五萬 · 六萬 · 七萬 · 八萬 · 九萬 · 九萬 · 九萬 | 2缺失5有余 | 二萬 · 五萬 · 八萬 · 四萬 · 七萬 | 5面张     |
| 5-3 | 一萬 · 一萬 · 一萬 · 二萬 · 四萬 · 五萬 · 五萬 · 六萬 · 七萬 · 八萬 · 九萬 · 九萬 · 九萬 | 3缺失5有余 | 三萬                             | 嵌张      |
| 5-4 | 一萬 · 一萬 · 一萬 · 二萬 · 三萬 · 五萬 · 五萬 · 六萬 · 七萬 · 八萬 · 九萬 · 九萬 · 九萬 | 4缺失5有余 | 一萬 · 四萬 · 五萬               | 变则3面张 |
| 5-6 | 一萬 · 一萬 · 一萬 · 二萬 · 三萬 · 四萬 · 五萬 · 五萬 · 七萬 · 八萬 · 九萬 · 九萬 · 九萬 | 6缺失5有余 | 六萬 · 九萬 · 五萬               | 变则3面张 |
| 5-7 | 一萬 · 一萬 · 一萬 · 二萬 · 三萬 · 四萬 · 五萬 · 五萬 · 六萬 · 八萬 · 九萬 · 九萬 · 九萬 | 7缺失5有余 | 七萬                             | 嵌张      |
| 5-8 | 一萬 · 一萬 · 一萬 · 二萬 · 三萬 · 四萬 · 五萬 · 五萬 · 六萬 · 七萬 · 九萬 · 九萬 · 九萬 | 8缺失5有余 | 二萬 · 五萬 · 八萬 · 三萬 · 六萬 | 5面张     |
| 5-9 | 一萬 · 一萬 · 一萬 · 二萬 · 三萬 · 四萬 · 五萬 · 五萬 · 六萬 · 七萬 · 八萬 · 九萬 · 九萬 | 9缺失5有余 | 五萬 · 九萬                      | 双碰      |
| 6-1 | 一萬 · 一萬 · 二萬 · 三萬 · 四萬 · 五萬 · 六萬 · 六萬 · 七萬 · 八萬 · 九萬 · 九萬 · 九萬 | 1缺失6有余 | 一萬 · 四萬 · 七萬               | 单纯3面张 |
| 6-2 | 一萬 · 一萬 · 一萬 · 三萬 · 四萬 · 五萬 · 六萬 · 六萬 · 七萬 · 八萬 · 九萬 · 九萬 · 九萬 | 2缺失6有余 | 三萬 · 六萬 · 九萬 · 二萬        | 4面张     |
| 6-3 | 一萬 · 一萬 · 一萬 · 二萬 · 四萬 · 五萬 · 六萬 · 六萬 · 七萬 · 八萬 · 九萬 · 九萬 · 九萬 | 3缺失6有余 | 二萬 · 三萬                      | 变则2面张 |
| 6-4 | 一萬 · 一萬 · 一萬 · 二萬 · 三萬 · 五萬 · 六萬 · 六萬 · 七萬 · 八萬 · 九萬 · 九萬 · 九萬 | 4缺失6有余 | 四萬 · 七萬                      | 单纯两面  |
| 6-5 | 一萬 · 一萬 · 一萬 · 二萬 · 三萬 · 四萬 · 六萬 · 六萬 · 七萬 · 八萬 · 九萬 · 九萬 · 九萬 | 5缺失6有余 | 六萬 · 九萬 · 五萬               | 变则3面张 |
| 6-7 | 一萬 · 一萬 · 一萬 · 二萬 · 三萬 · 四萬 · 五萬 · 六萬 · 六萬 · 八萬 · 九萬 · 九萬 · 九萬 | 7缺失6有余 | 七萬                             | 嵌张      |
| 6-8 | 一萬 · 一萬 · 一萬 · 二萬 · 三萬 · 四萬 · 五萬 · 六萬 · 六萬 · 七萬 · 九萬 · 九萬 · 九萬 | 8缺失6有余 | 五萬 · 八萬 · 六萬               | 变则3面张 |
| 6-9 | 一萬 · 一萬 · 一萬 · 二萬 · 三萬 · 四萬 · 五萬 · 六萬 · 六萬 · 七萬 · 八萬 · 九萬 · 九萬 | 9缺失6有余 | 一萬 · 四萬 · 七萬 · 九萬        | 4面张     |
| 7-1 | 一萬 · 一萬 · 二萬 · 三萬 · 四萬 · 五萬 · 六萬 · 七萬 · 七萬 · 八萬 · 九萬 · 九萬 · 九萬 | 1缺失7有余 | 六萬 · 九萬 · 一萬               | 变则3面张 |
| 7-2 | 一萬 · 一萬 · 一萬 · 三萬 · 四萬 · 五萬 · 六萬 · 七萬 · 七萬 · 八萬 · 九萬 · 九萬 · 九萬 | 2缺失7有余 | 二萬 · 五萬 · 八萬 · 七萬        | 4面张     |
| 7-3 | 一萬 · 一萬 · 一萬 · 二萬 · 四萬 · 五萬 · 六萬 · 七萬 · 七萬 · 八萬 · 九萬 · 九萬 · 九萬 | 3缺失7有余 | 三萬                             | 嵌张      |
| 7-4 | 一萬 · 一萬 · 一萬 · 二萬 · 三萬 · 五萬 · 六萬 · 七萬 · 七萬 · 八萬 · 九萬 · 九萬 · 九萬 | 4缺失7有余 | 一萬 · 四萬 · 六萬 · 九萬        | 4面张     |
| 7-5 | 一萬 · 一萬 · 一萬 · 二萬 · 三萬 · 四萬 · 六萬 · 七萬 · 七萬 · 八萬 · 九萬 · 九萬 · 九萬 | 5缺失7有余 | 五萬 · 八萬 · 七萬               | 变则3面张 |
| 7-6 | 一萬 · 一萬 · 一萬 · 二萬 · 三萬 · 四萬 · 五萬 · 七萬 · 七萬 · 八萬 · 九萬 · 九萬 · 九萬 | 6缺失7有余 | 六萬                             | 嵌张      |
| 7-8 | 一萬 · 一萬 · 一萬 · 二萬 · 三萬 · 四萬 · 五萬 · 六萬 · 七萬 · 七萬 · 九萬 · 九萬 · 九萬 | 8缺失7有余 | 一萬 · 四萬 · 七萬 · 八萬        | 4面张     |
| 7-9 | 一萬 · 一萬 · 一萬 · 二萬 · 三萬 · 四萬 · 五萬 · 六萬 · 七萬 · 七萬 · 八萬 · 九萬 · 九萬 | 9缺失7有余 | 六萬 · 九萬 · 八萬               | 变则3面张 |
| 8-1 | 一萬 · 一萬 · 二萬 · 三萬 · 四萬 · 五萬 · 六萬 · 七萬 · 八萬 · 八萬 · 九萬 · 九萬 · 九萬 | 1缺失8有余 | 一萬 · 八萬                      | 双碰      |
| 8-2 | 一萬 · 一萬 · 一萬 · 三萬 · 四萬 · 五萬 · 六萬 · 七萬 · 八萬 · 八萬 · 九萬 · 九萬 · 九萬 | 2缺失8有余 | 二萬 · 五萬 · 八萬 · 七萬        | 4面张     |
| 8-3 | 一萬 · 一萬 · 一萬 · 二萬 · 四萬 · 五萬 · 六萬 · 七萬 · 八萬 · 八萬 · 九萬 · 九萬 · 九萬 | 3缺失8有余 | 三萬                             | 嵌张      |
| 8-4 | 一萬 · 一萬 · 一萬 · 二萬 · 三萬 · 五萬 · 六萬 · 七萬 · 八萬 · 八萬 · 九萬 · 九萬 · 九萬 | 4缺失8有余 | 一萬 · 四萬 · 八萬               | 变则3面张 |
| 8-5 | 一萬 · 一萬 · 一萬 · 二萬 · 三萬 · 四萬 · 六萬 · 七萬 · 八萬 · 八萬 · 九萬 · 九萬 · 九萬 | 5缺失8有余 | 五萬 · 八萬 · 七萬               | 变则3面张 |
| 8-6 | 一萬 · 一萬 · 一萬 · 二萬 · 三萬 · 四萬 · 五萬 · 七萬 · 八萬 · 八萬 · 九萬 · 九萬 · 九萬 | 6缺失8有余 | 六萬                             | 嵌张      |
| 8-7 | 一萬 · 一萬 · 一萬 · 二萬 · 三萬 · 四萬 · 五萬 · 六萬 · 八萬 · 八萬 · 九萬 · 九萬 · 九萬 | 7缺失8有余 | 一萬 · 四萬 · 七萬 · 八萬        | 4面张     |
| 8-9 | 一萬 · 一萬 · 一萬 · 二萬 · 三萬 · 四萬 · 五萬 · 六萬 · 七萬 · 八萬 · 八萬 · 九萬 · 九萬 | 9缺失8有余 | 七萬 · 八萬 · 九萬               | 变则3面张 |
| 9-1 | 一萬 · 一萬 · 二萬 · 三萬 · 四萬 · 五萬 · 六萬 · 七萬 · 八萬 · 九萬 · 九萬 · 九萬 · 九萬 | 1缺失9有余 | 一萬 · 四萬 · 七萬               | 单纯3面张 |
| 9-2 | 一萬 · 一萬 · 一萬 · 三萬 · 四萬 · 五萬 · 六萬 · 七萬 · 八萬 · 九萬 · 九萬 · 九萬 · 九萬 | 2缺失9有余 | 三萬 · 六萬 · 二萬               | 变则3面张 |
| 9-3 | 一萬 · 一萬 · 一萬 · 二萬 · 四萬 · 五萬 · 六萬 · 七萬 · 八萬 · 九萬 · 九萬 · 九萬 · 九萬 | 3缺失9有余 | 二萬 · 三萬                      | 变则2面张 |
| 9-4 | 一萬 · 一萬 · 一萬 · 二萬 · 三萬 · 五萬 · 六萬 · 七萬 · 八萬 · 九萬 · 九萬 · 九萬 · 九萬 | 4缺失9有余 | 四萬 · 七萬                      | 单纯两面  |
| 9-5 | 一萬 · 一萬 · 一萬 · 二萬 · 三萬 · 四萬 · 六萬 · 七萬 · 八萬 · 九萬 · 九萬 · 九萬 · 九萬 | 5缺失9有余 | 五萬 · 六萬                      | 变则2面张 |
| 9-6 | 一萬 · 一萬 · 一萬 · 二萬 · 三萬 · 四萬 · 五萬 · 七萬 · 八萬 · 九萬 · 九萬 · 九萬 · 九萬 | 6缺失9有余 | 二萬 · 五萬 · 三萬 · 六萬        | 4面张     |
| 9-7 | 一萬 · 一萬 · 一萬 · 二萬 · 三萬 · 四萬 · 五萬 · 六萬 · 八萬 · 九萬 · 九萬 · 九萬 · 九萬 | 7缺失9有余 | 七萬                             | 边张      |
| 9-8 | 一萬 · 一萬 · 一萬 · 二萬 · 三萬 · 四萬 · 五萬 · 六萬 · 七萬 · 九萬 · 九萬 · 九萬 · 九萬 | 8缺失9有余 | 八萬                             | 嵌张      |

## 軼聞
在日本，有一种迷信说法，认为和了九莲宝灯的人会死去。主要是因为，要和出这种被称为是终极役满的九莲宝灯，被认为需要用尽一生的运数。当然，这种说法虽然实际上是不成立的，因为以機率原則來看，除了天胡（约为33万分之一）以外，比九連寶燈（約為22万分之1）還難和出的役滿還有四槓子(十八羅漢)（約為43万分之1），但是很多人和了九莲宝灯后会去祈祷请求驱除厄运。
在阿佐田哲也的《麻雀放浪記》里，重要人物和了九莲宝灯不久就死去了。
20世纪90年代用「九連宝燈」作为笔名的男性漫画家鹿間紀男，24歲時英年早逝。
動漫作品《天才麻將少女》，宮永照於日本全國高中團體賽決賽先锋战中，連續9次自摸，第9次為九蓮寶燈（純正九蓮寶燈），現場播報員福与恒子驚歎會香消玉殞。
在漫画《麻雀放浪记2020》中的第一话开头说到，“九莲宝灯——据说和了这个役的人就会被雷电劈中，从而夺走生命”。
在中国，大多数地方认为九莲宝灯是吉利的和牌。
万子、索子还是筒子做出来的九莲宝灯都是被承认的，但因为在入门书、规则说明中，用来作为九莲宝灯的例子的牌经常用容易区分的万子，不少人因此误解为这种役限定为万子，产生了“九莲宝灯必须是清一色的万子”的说法。

## 脚注
1. ↑  国标和日本麻将中的九莲宝灯并不完全相同，国标麻将中的九蓮宝燈所对应的是日本麻将中的纯正九莲宝灯，参看“概要”一节。
2. ↑  Yuan Cheng; Chi-Kwong Li; Sharon H. Li. . 2017-07-23. arXiv:1707.07345 .
3. 1 2 3   请检查|url=值 (帮助).   [2022-03-24]. （原始内容存档于2022-02-02）.
4. ↑  阿佐田哲也（日语：色川武大）『麻雀放浪記（日语：麻雀放浪記）』1969年初出、角川文庫版第1巻「青春篇」、ISBN 4041459516、p320-p321。
5. ↑  . mangaseek.net.   [2022-03-24].
6. ↑  咲Saki第200话解放、阿知贺续篇第30话九门